# Biserica Sfântul Gheorghe Domnesc din Ocnele Mari
Biserica „Sfântul Gheorghe Domnesc” este un monument istoric aflat pe teritoriul orașului Ocnele Mari, județul Vâlcea.

## Istoric și trăsături
Biserica datează din anul 1676; a fost zugrăvită în anul 1718, incendiată în anul 1801 de către cârjalii, reparată în 1880 și pictată în 1888.
Este construită din cărămizi înguste, specifice secolului al XVII–lea, are plan de cruce treflată, cu două turle masive ridicate peste naos și pronaos.
În curtea bisericii se găsește o cruce de piatră, monument comemorativ, închinat „Nașterii Maicii Domnului”, datat în jurul anului 1650, în timpul domniei lui Matei Basarab, ctitorit de Oprea, Barbu, Radu și alții.

## Imagini

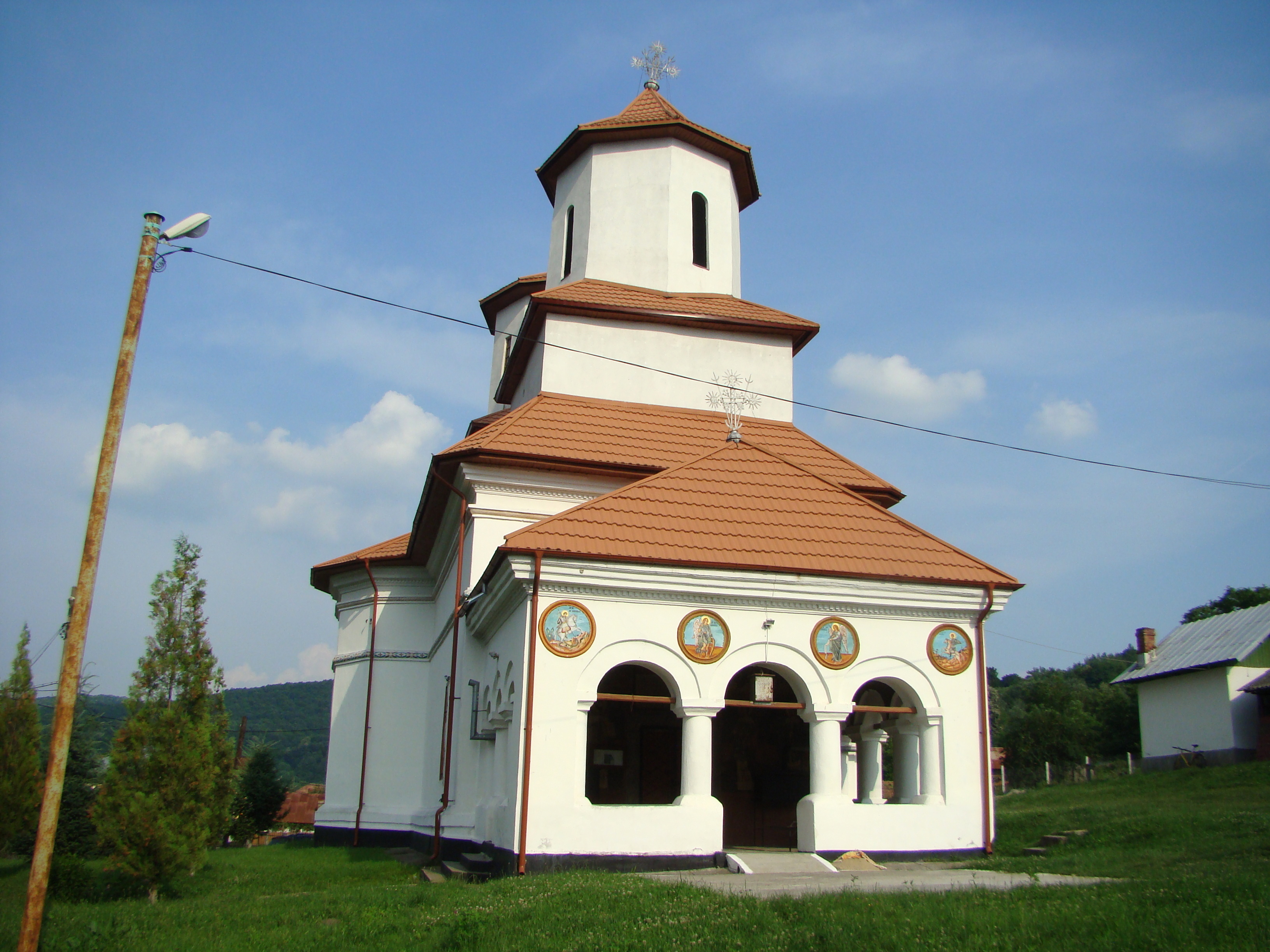
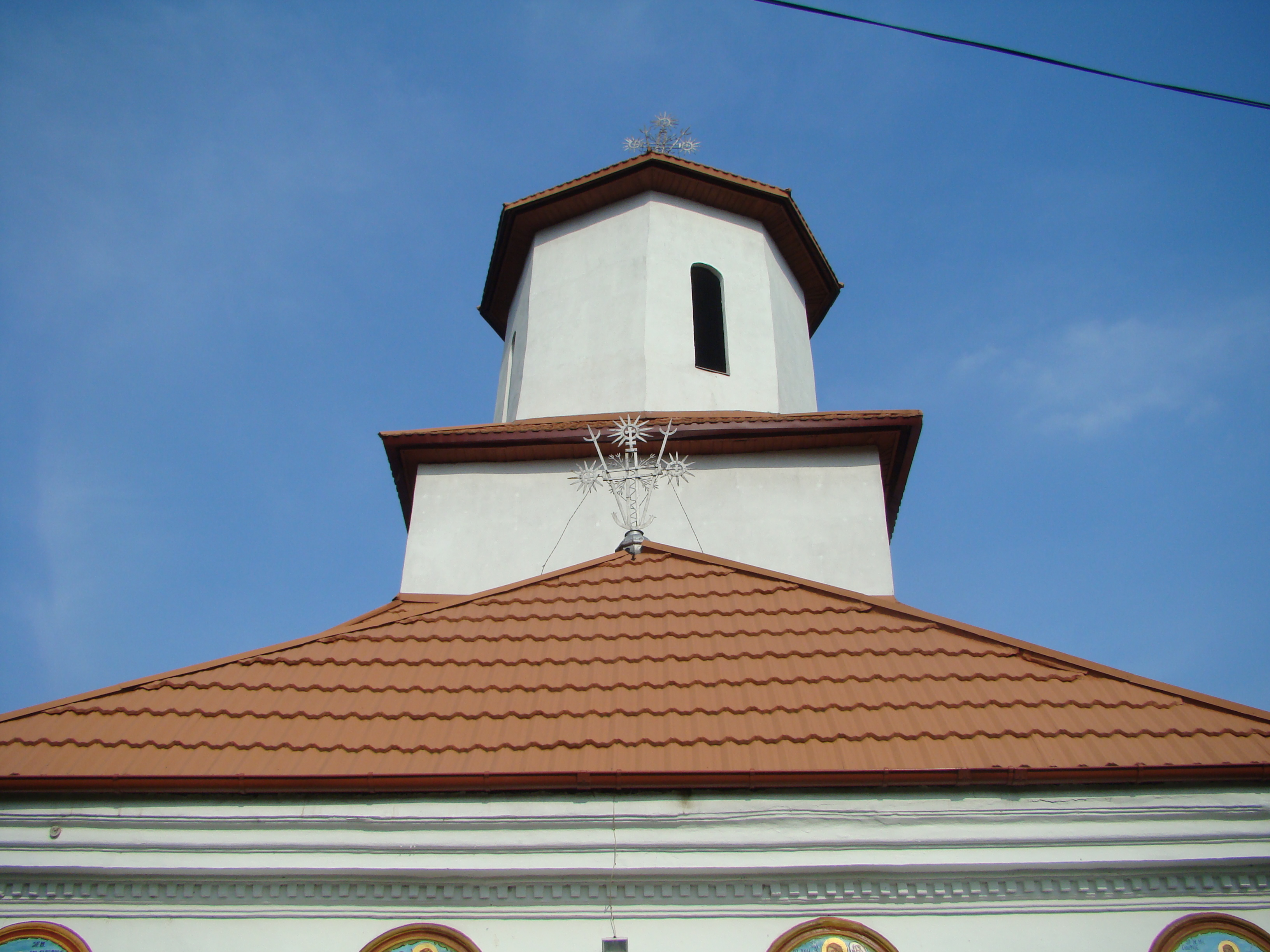
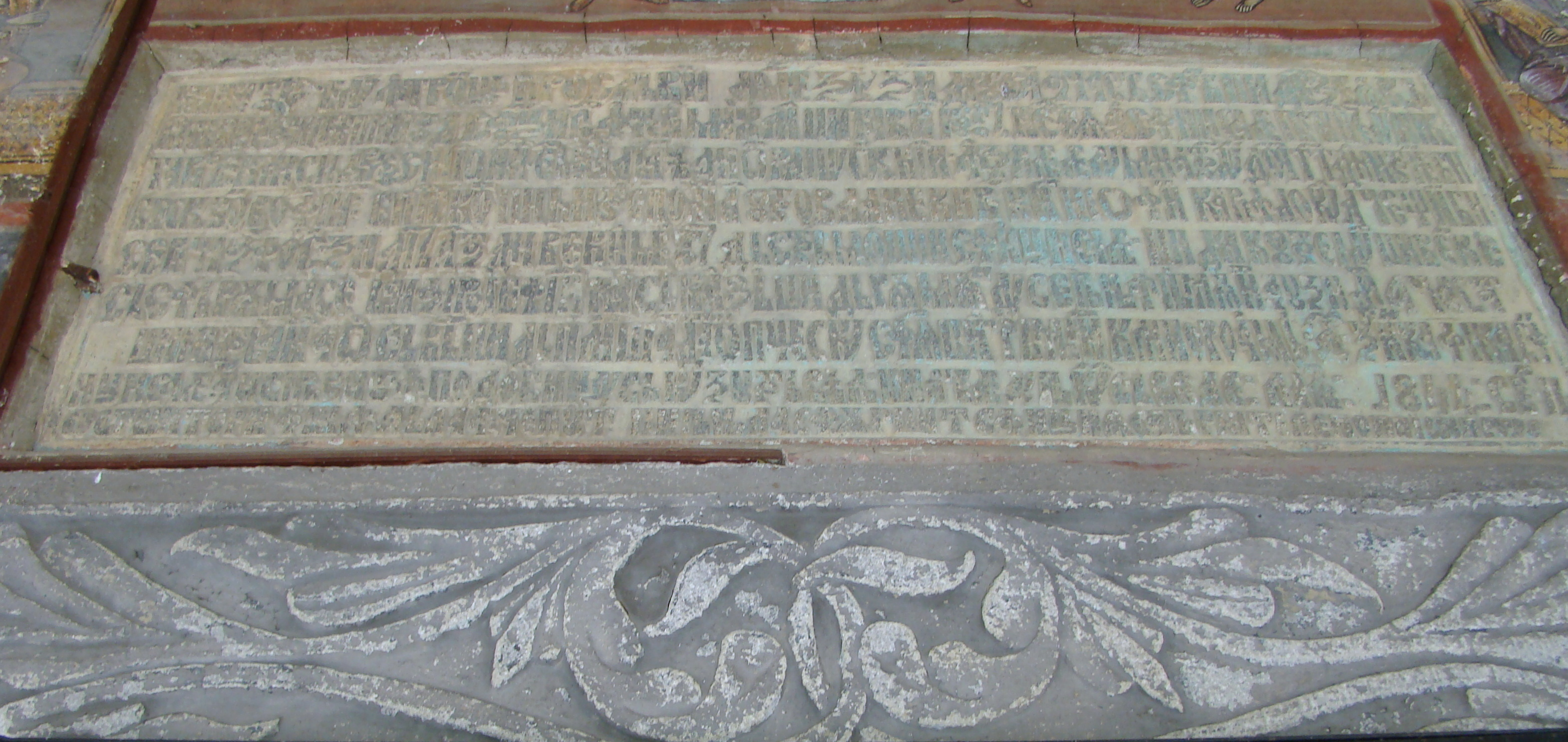
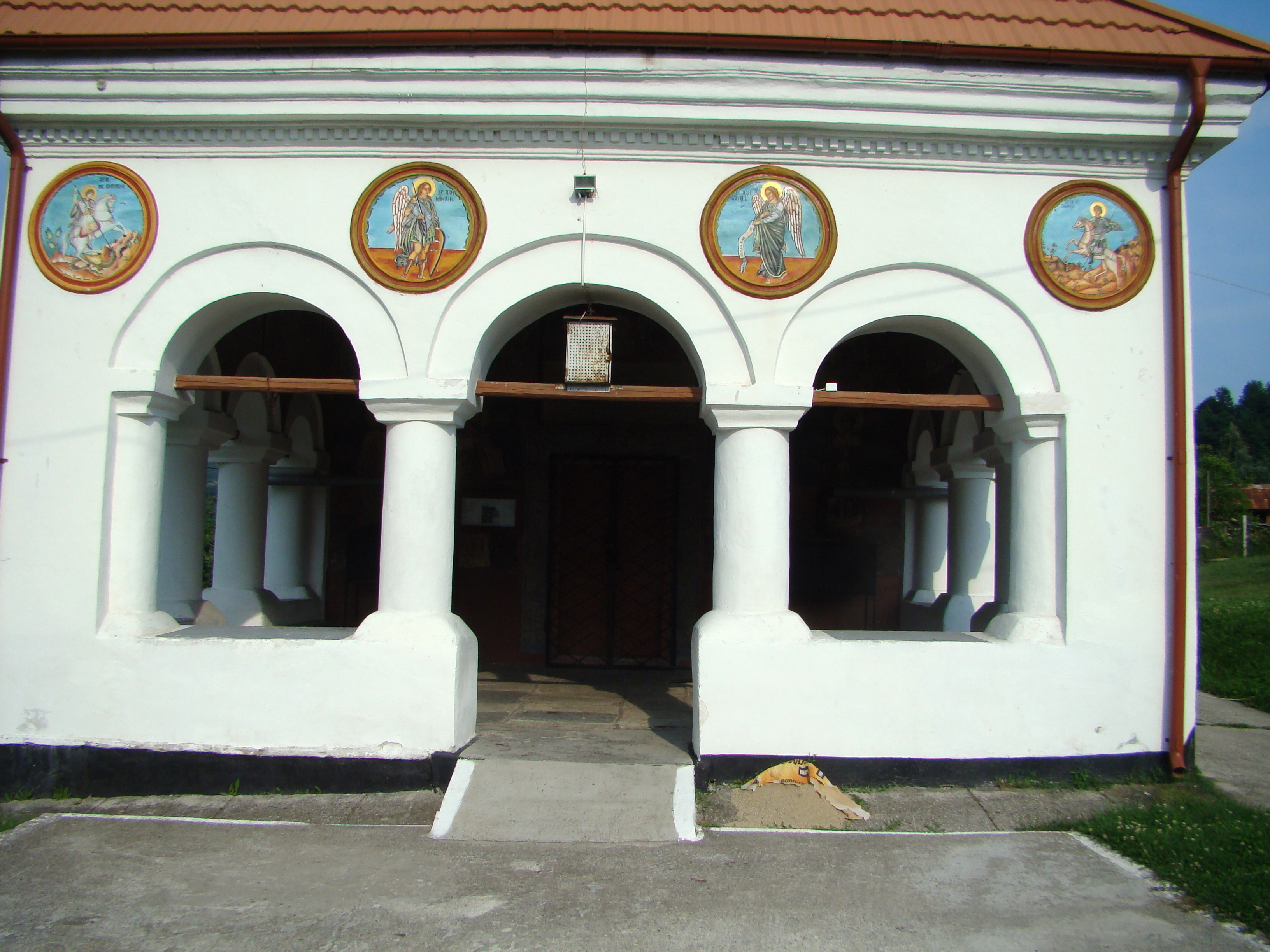
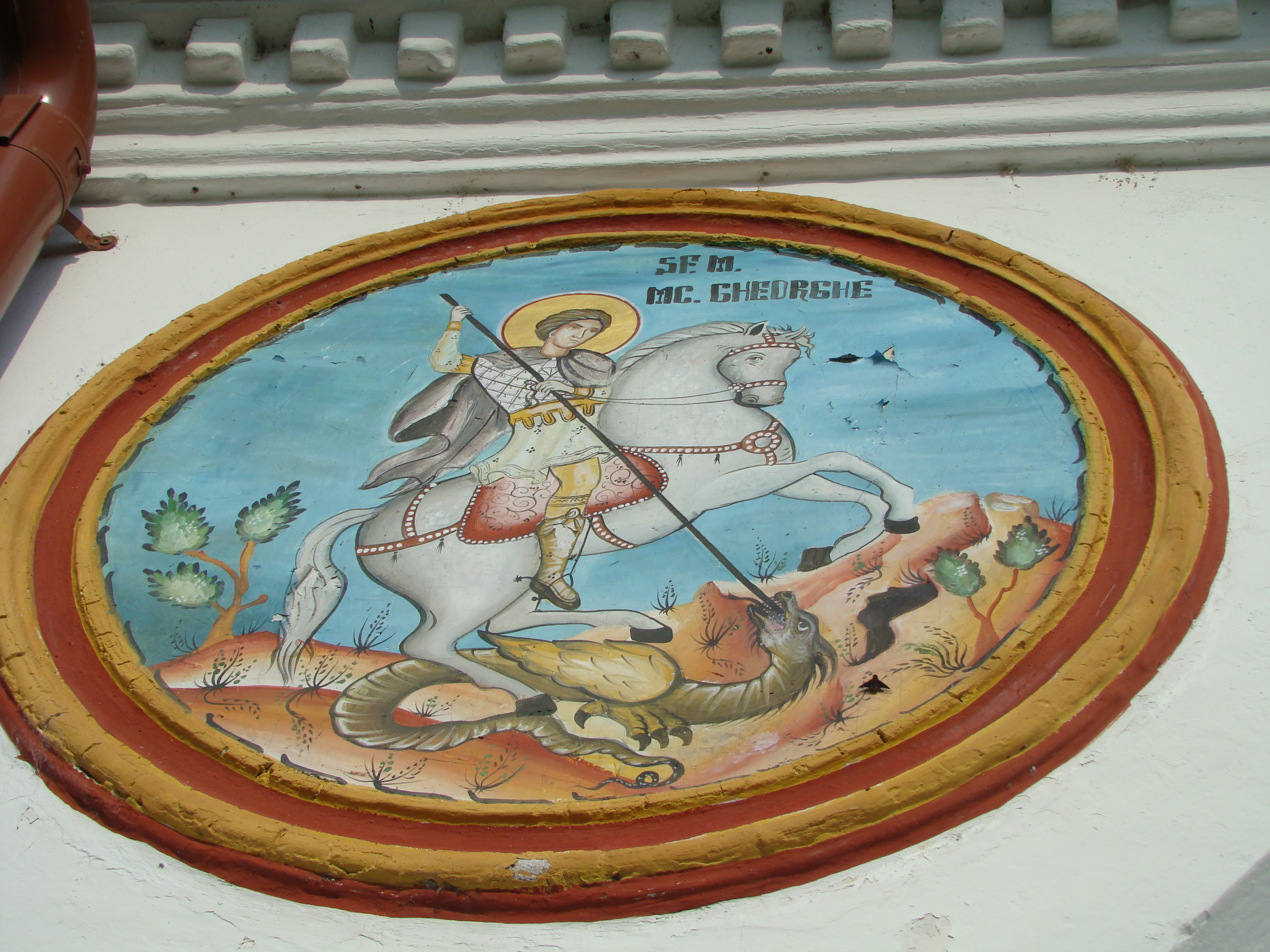
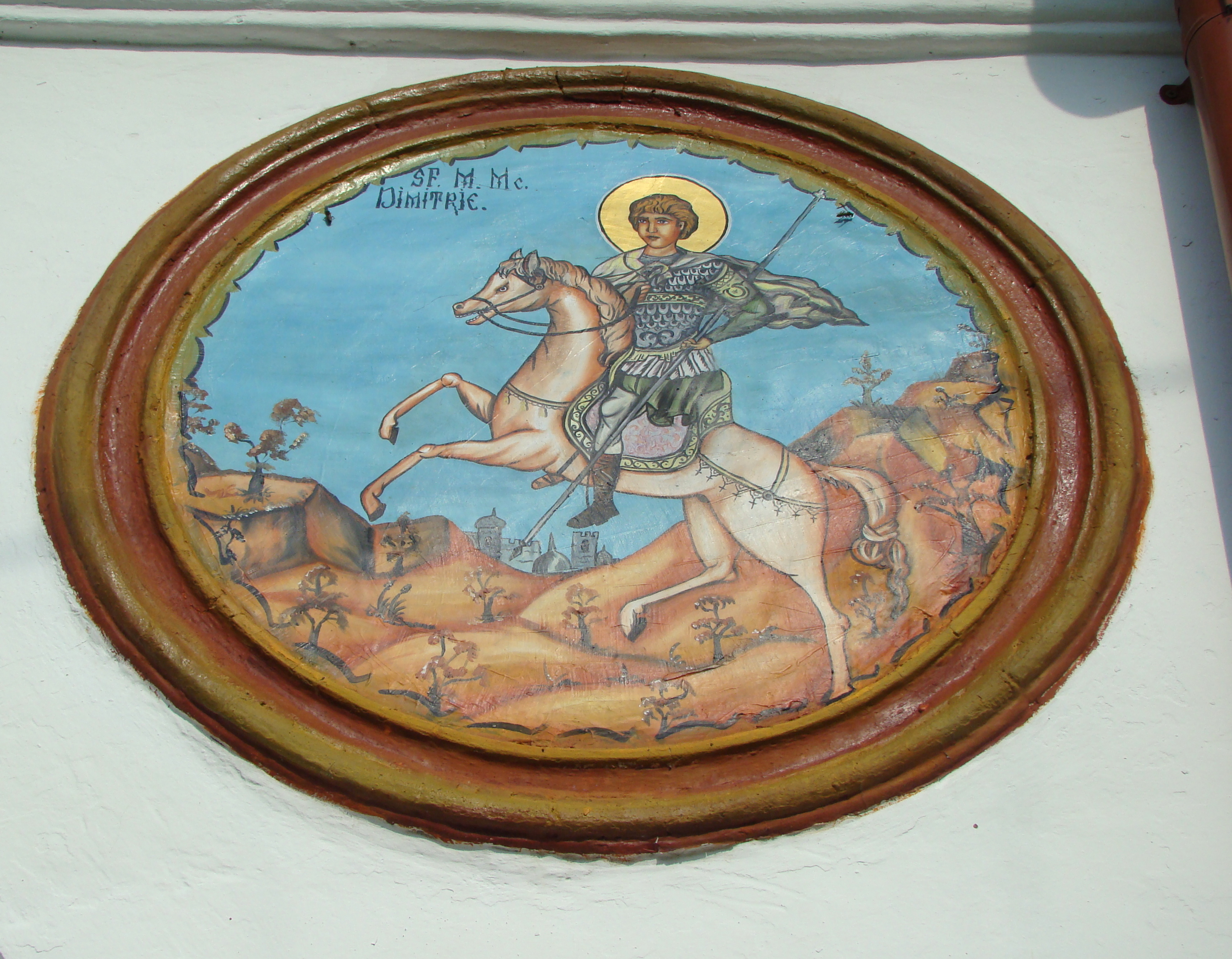
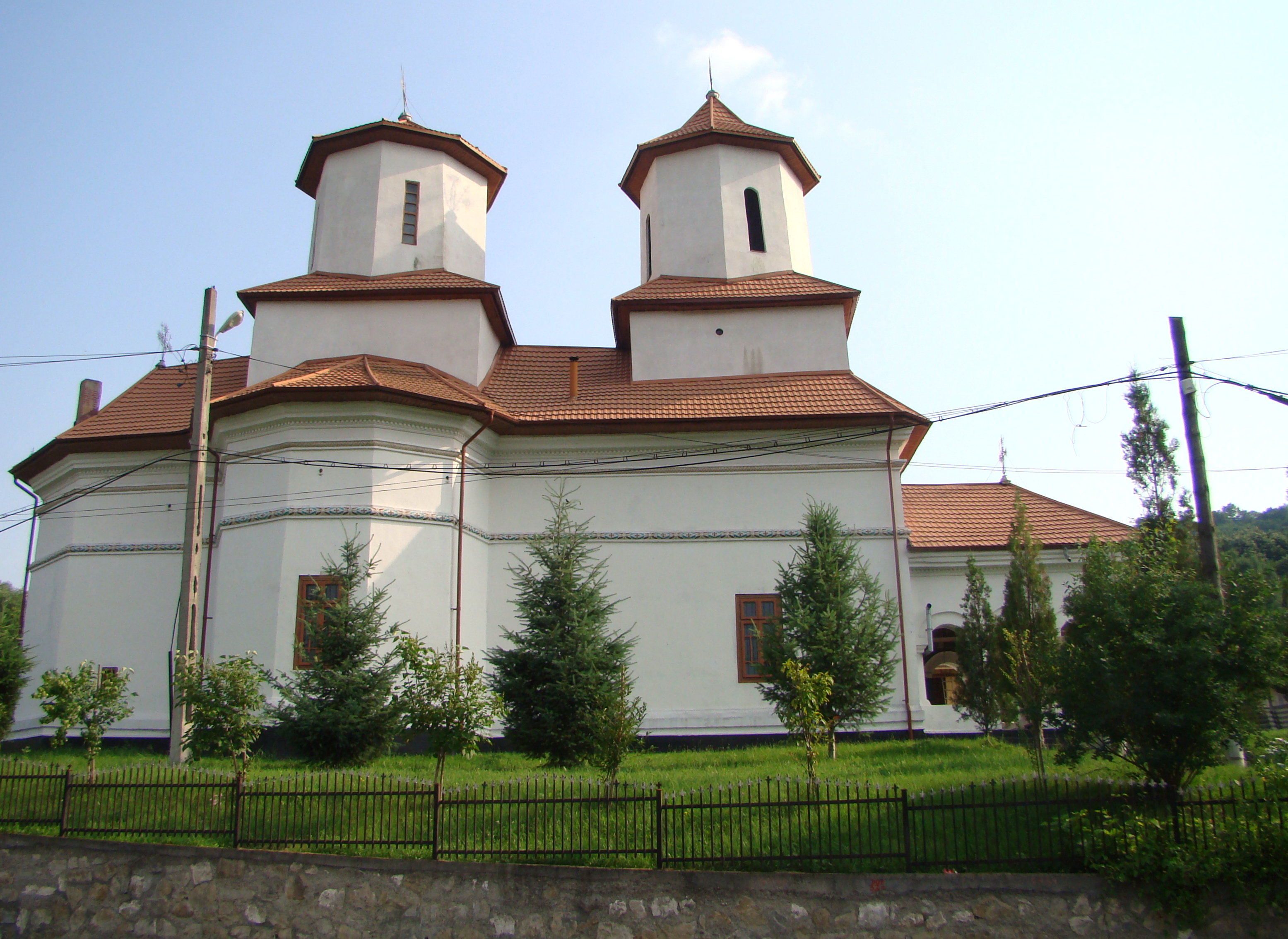
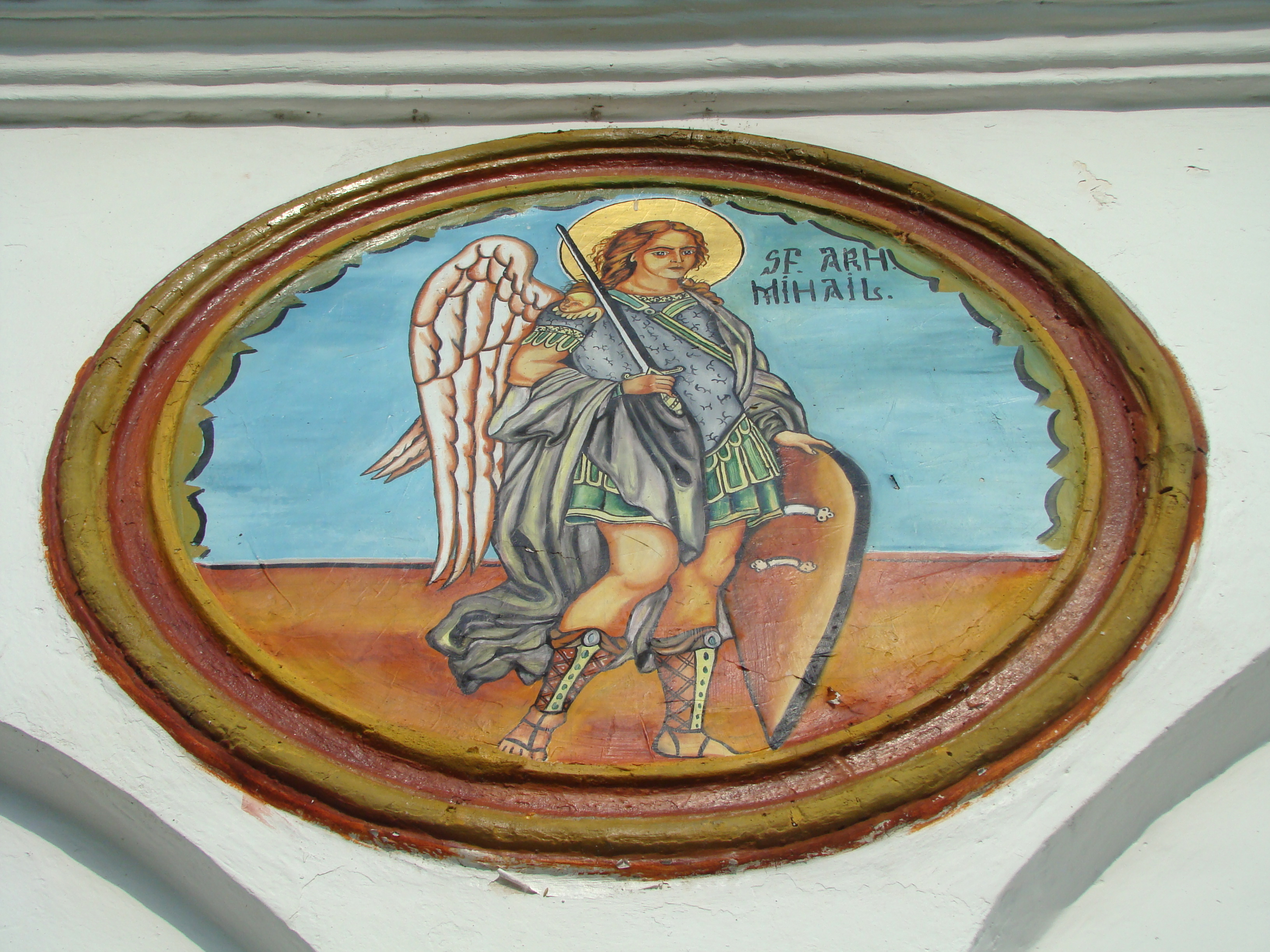
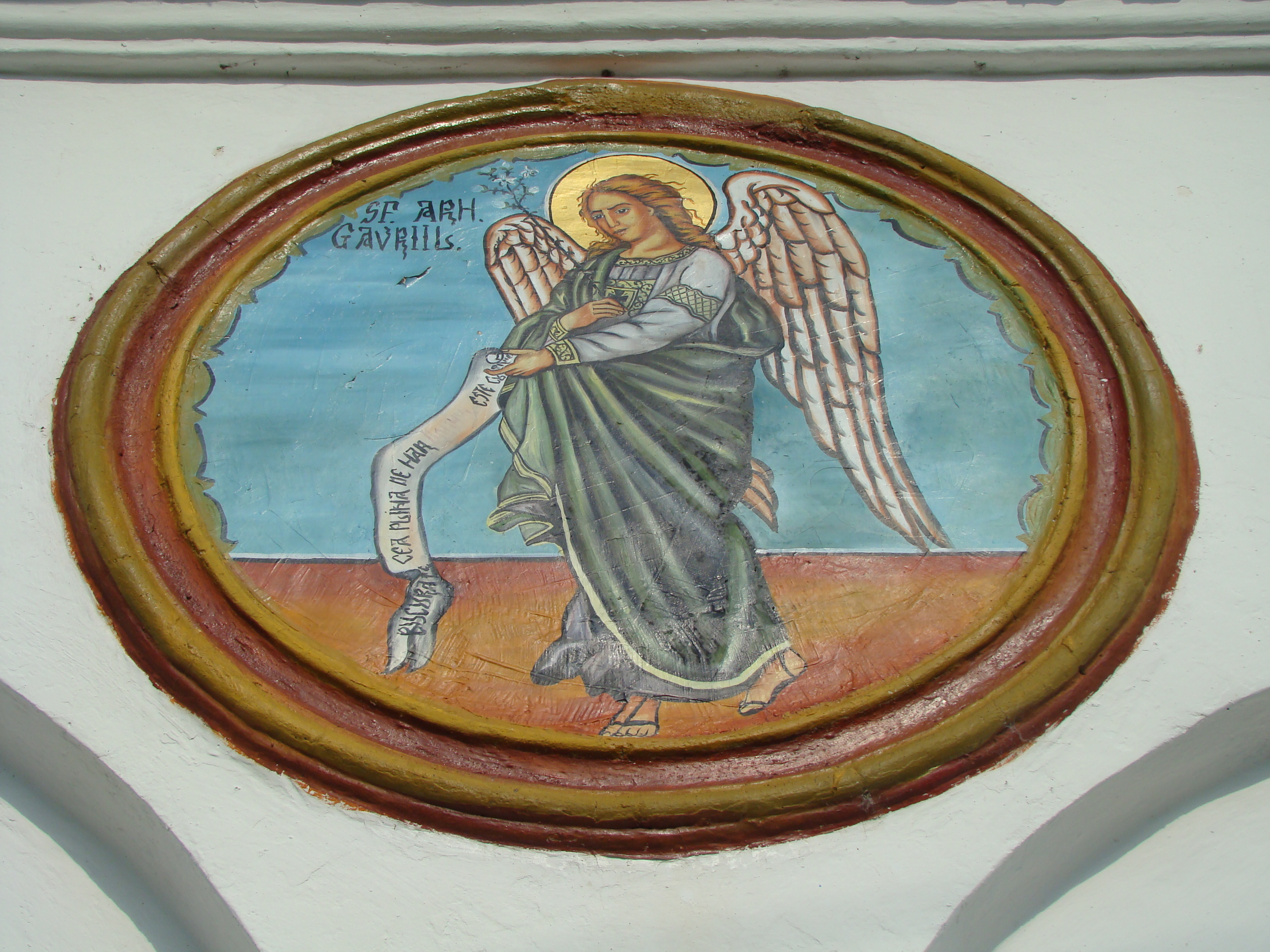
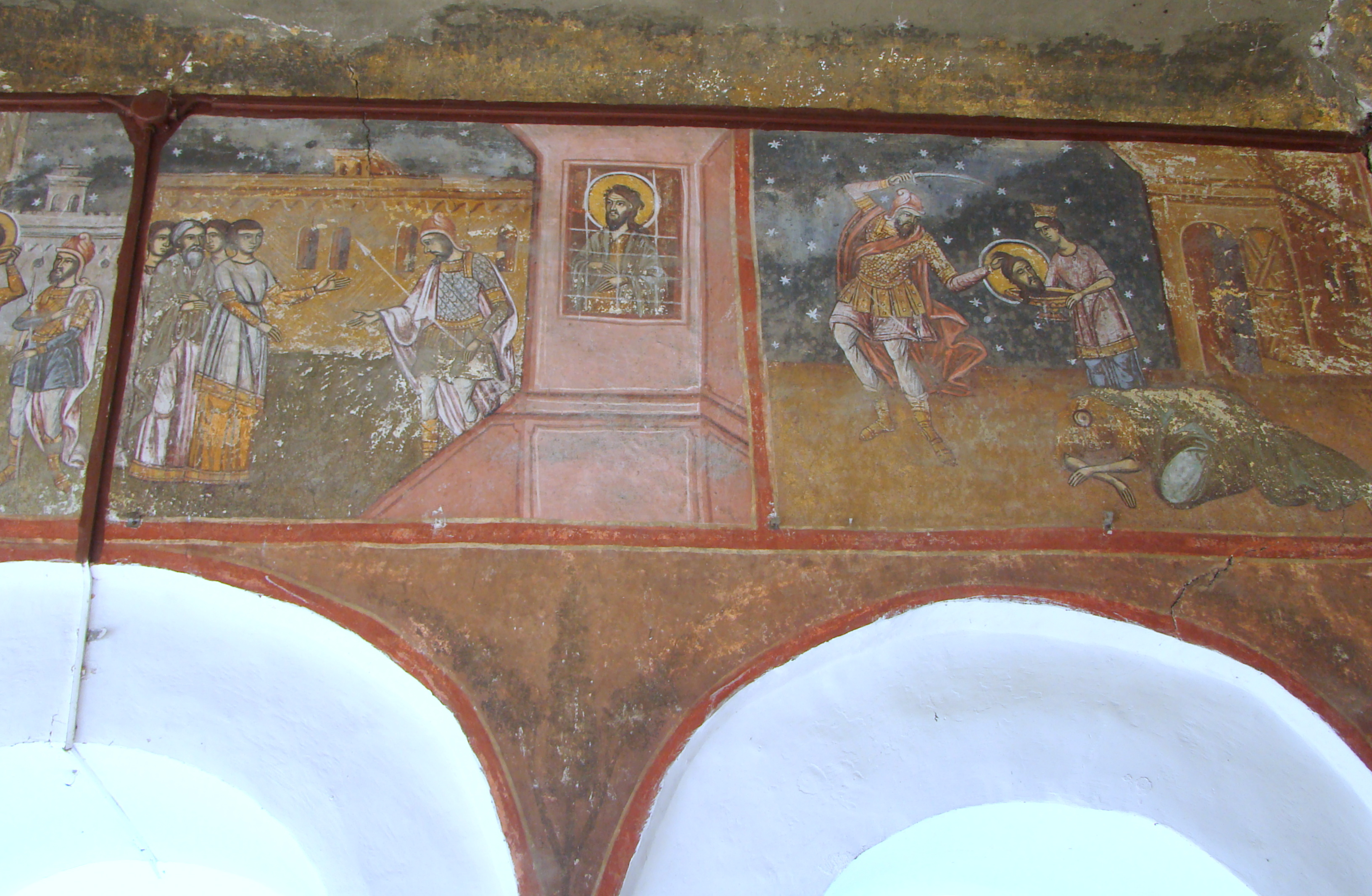
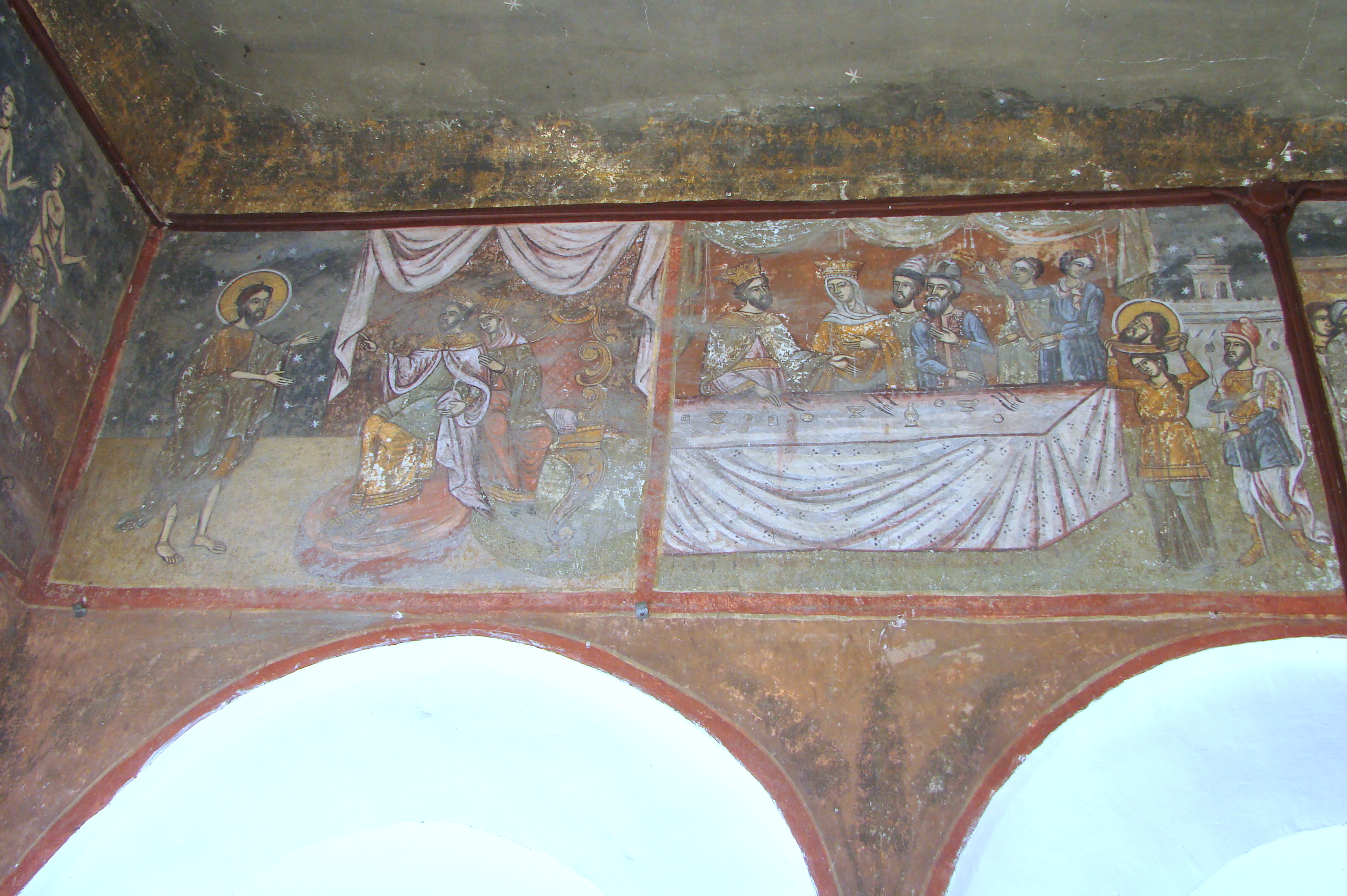
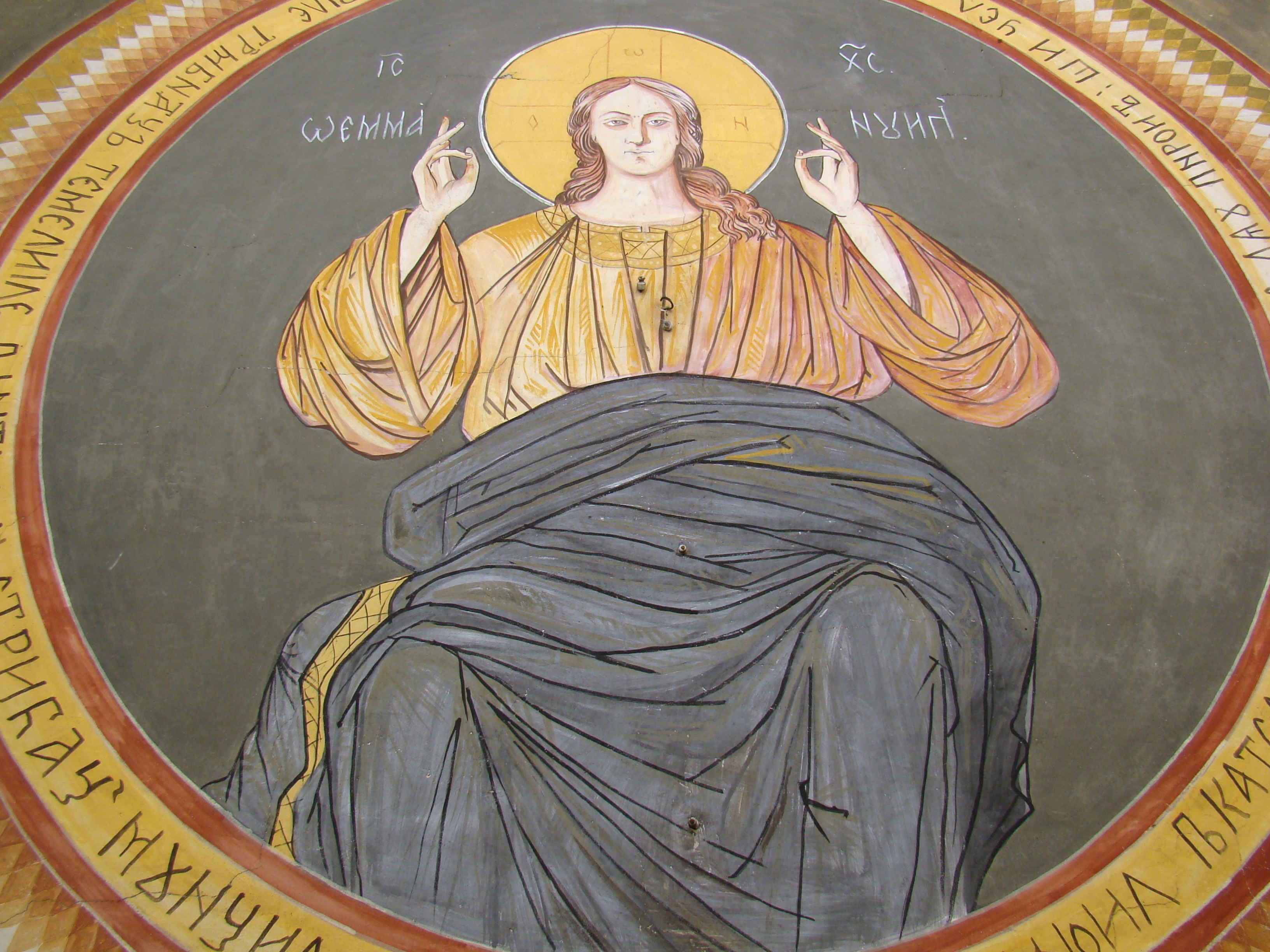
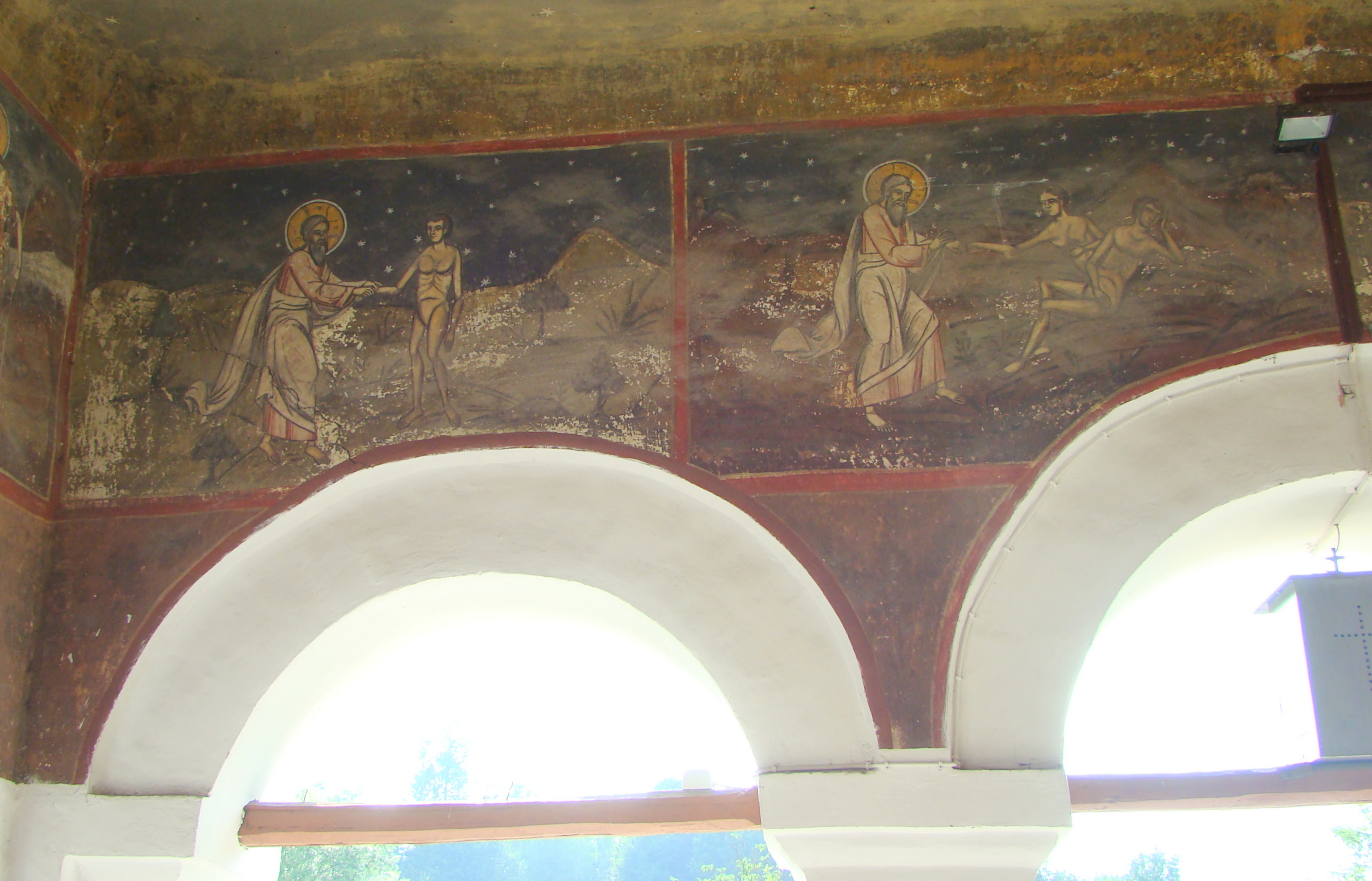
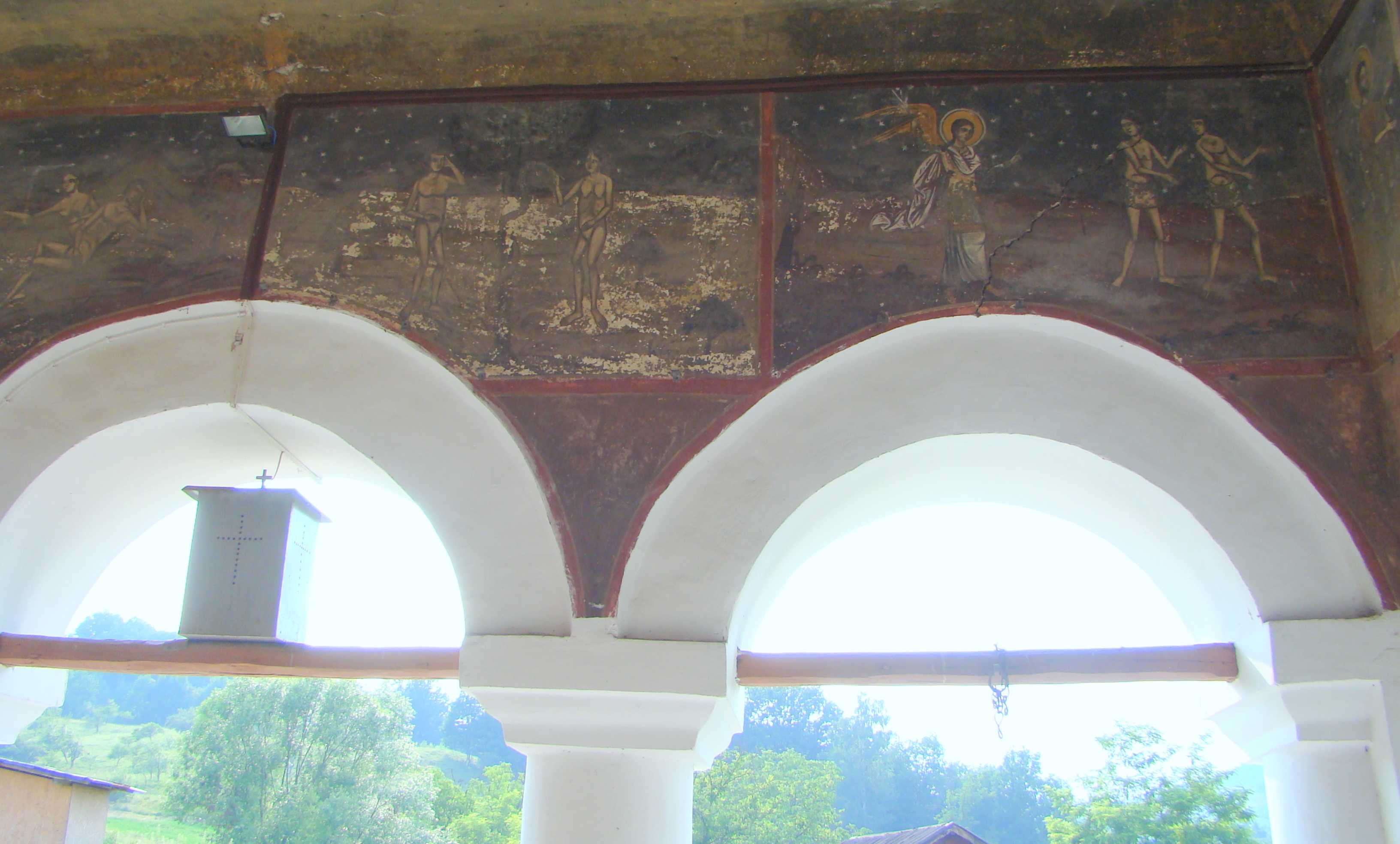
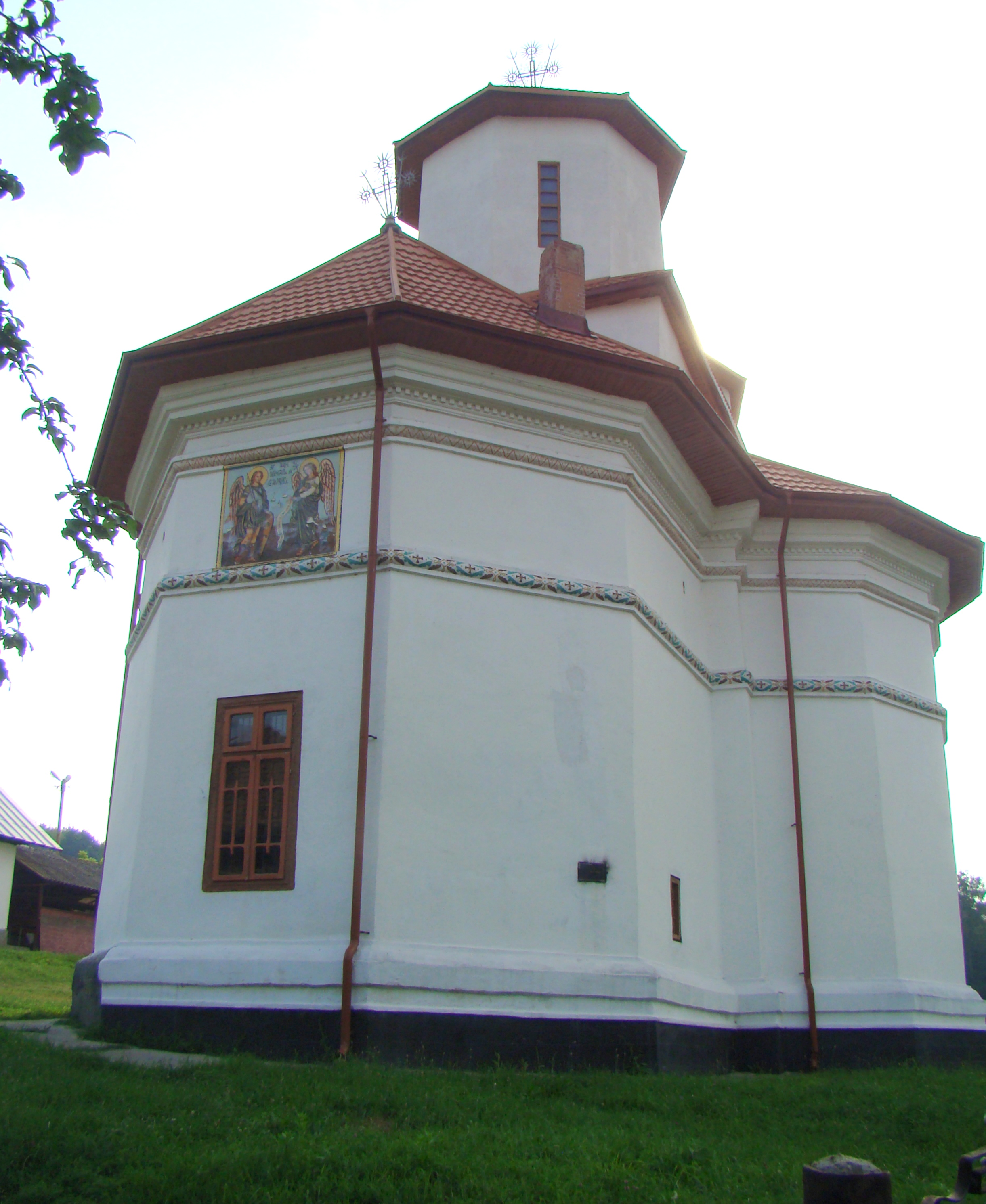
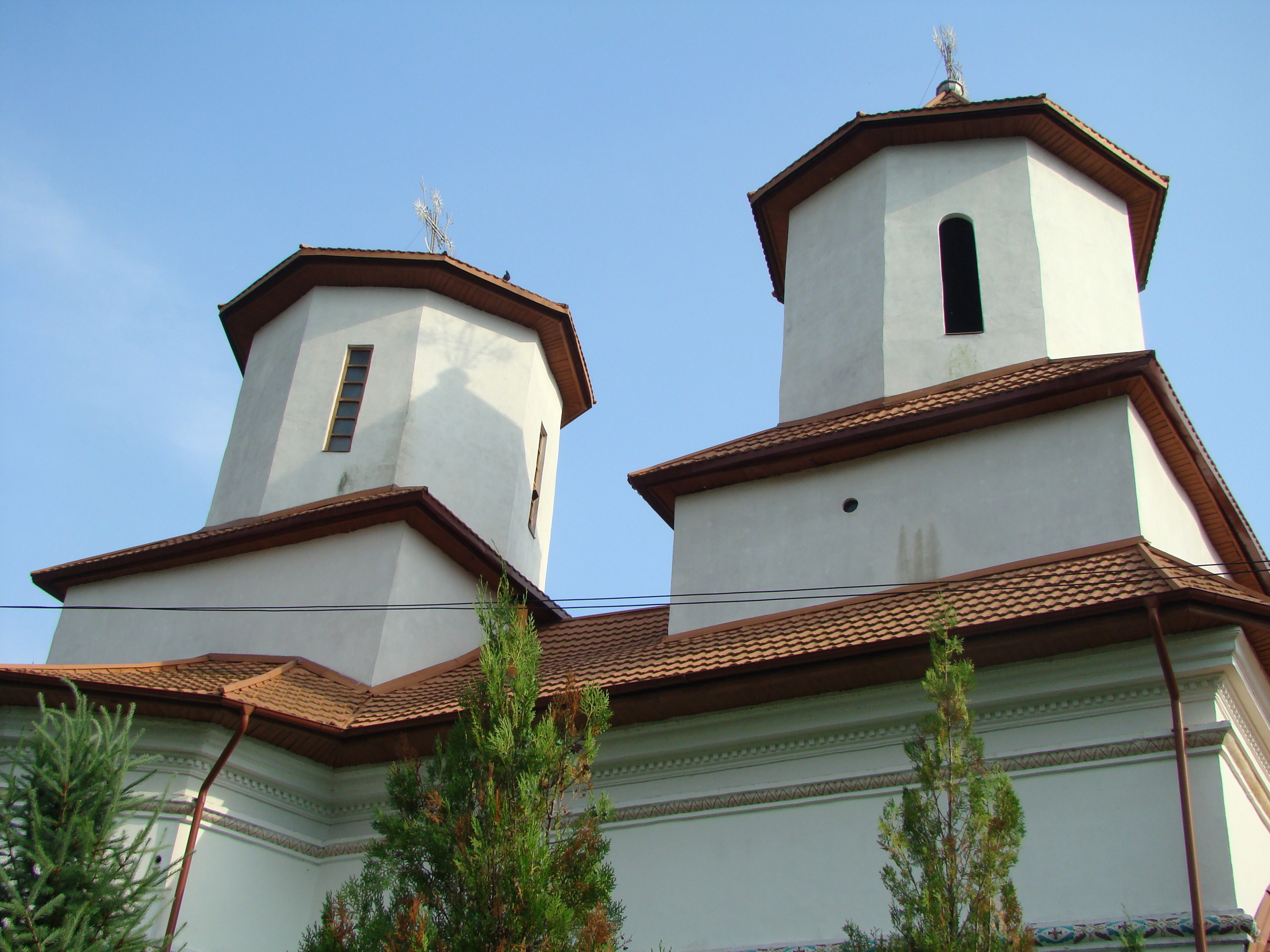
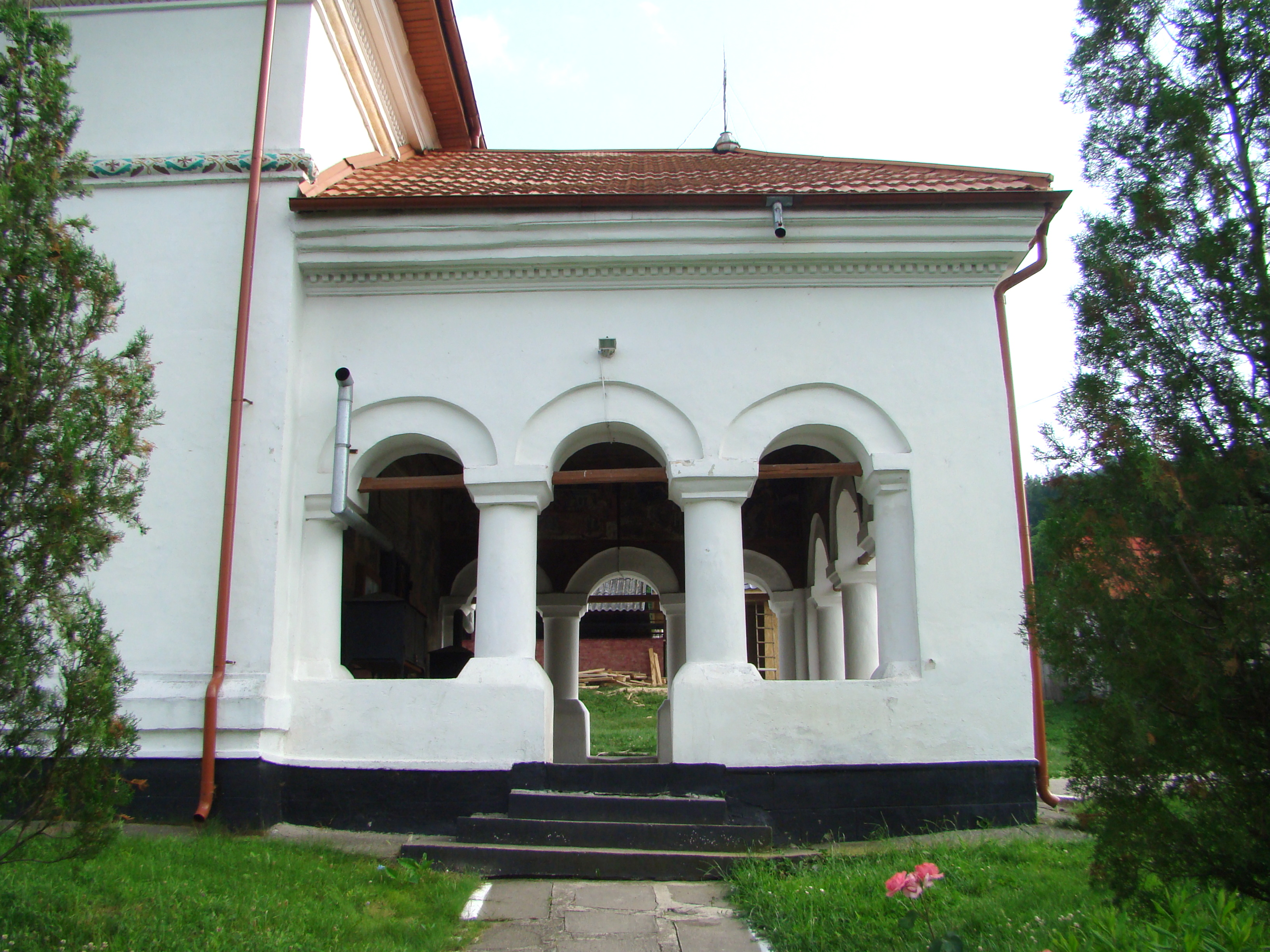
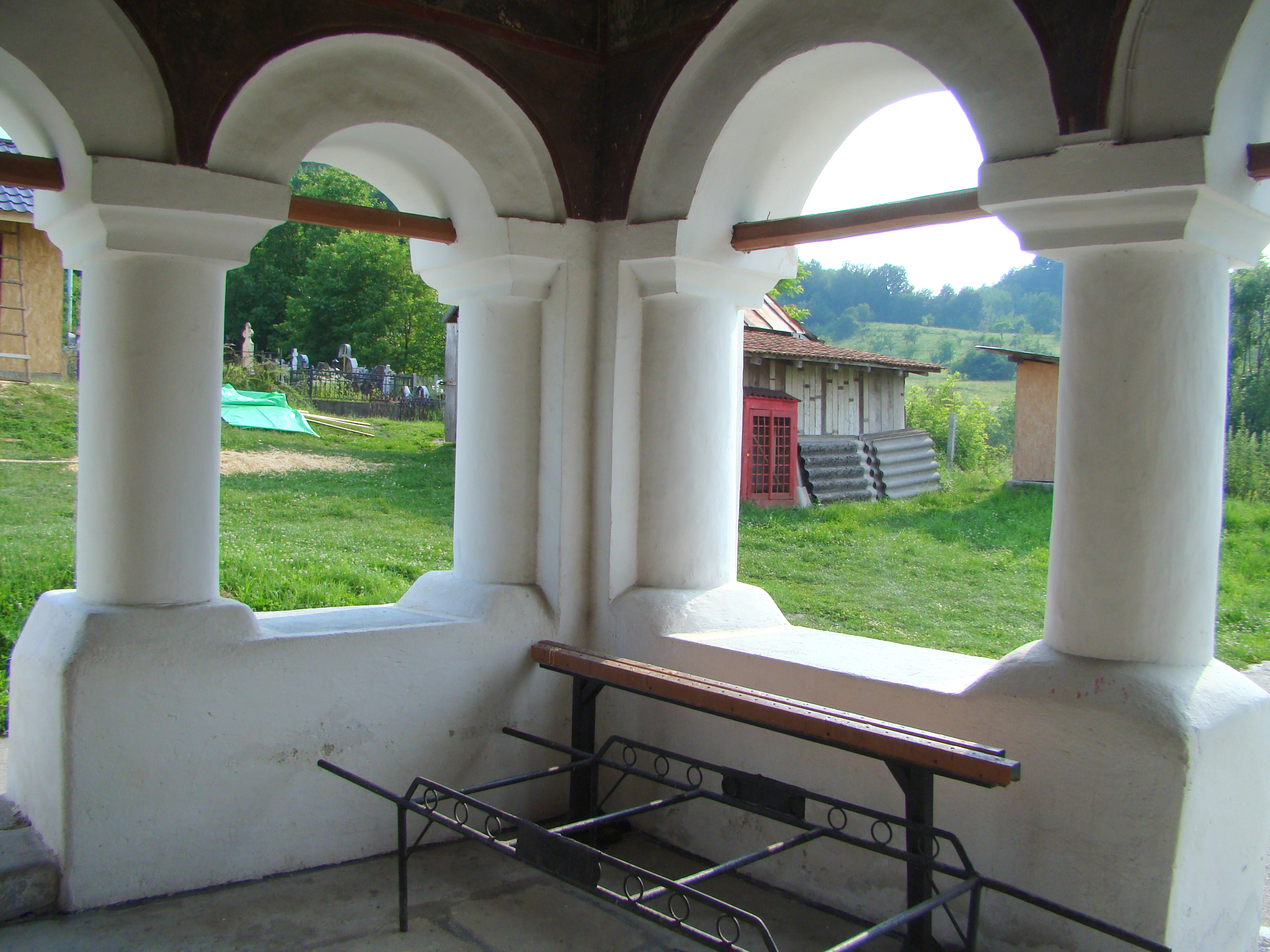
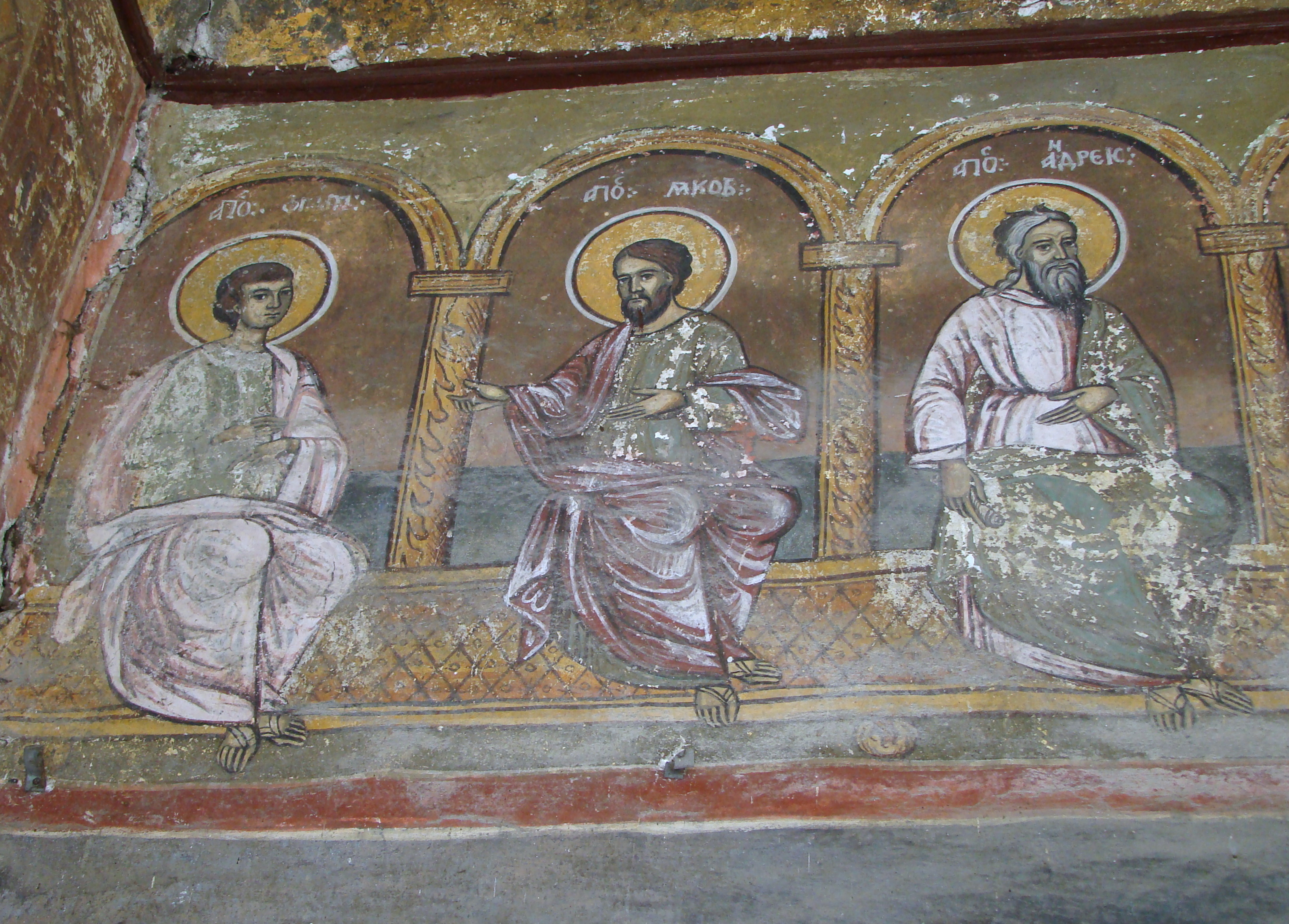
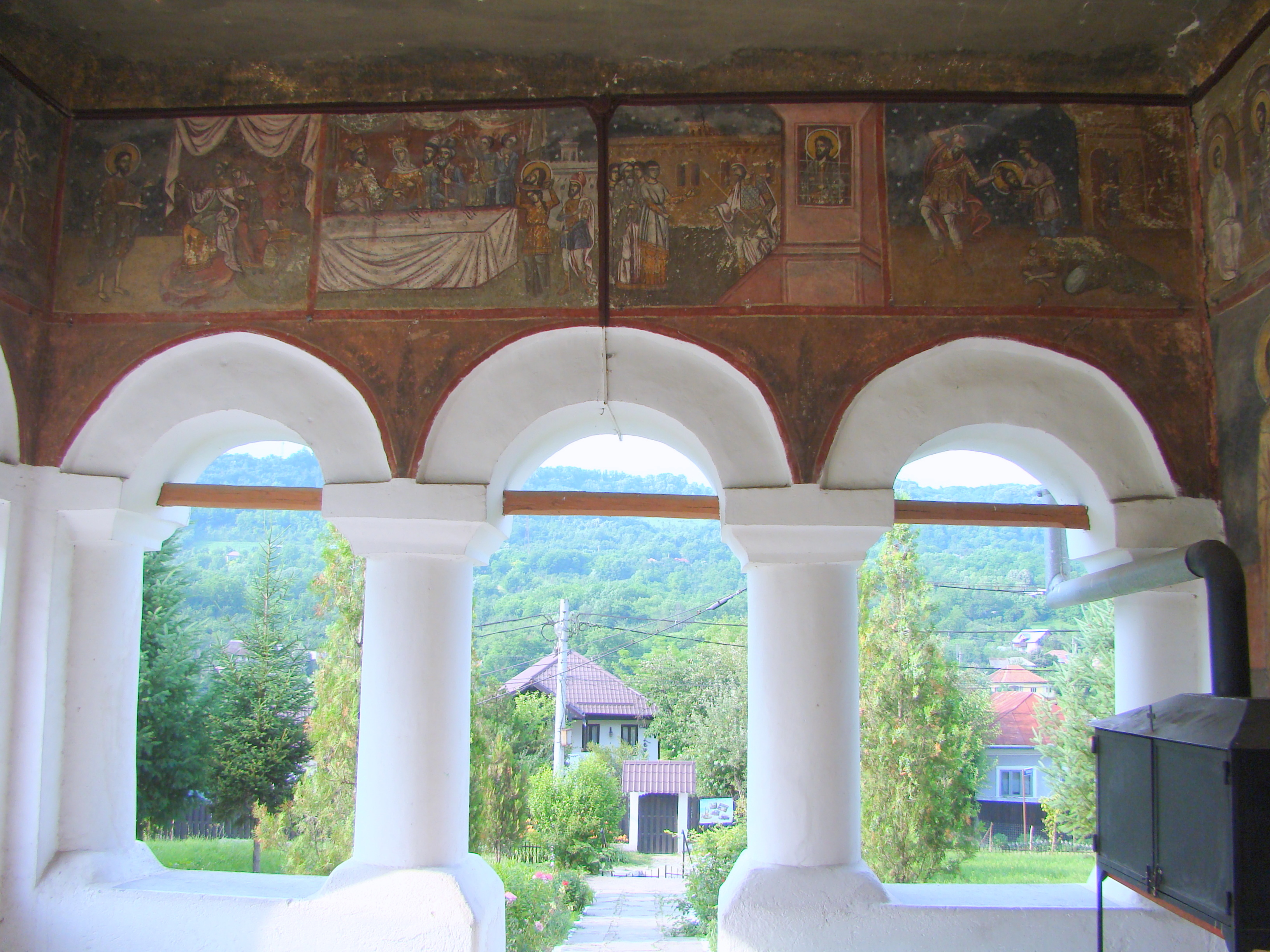
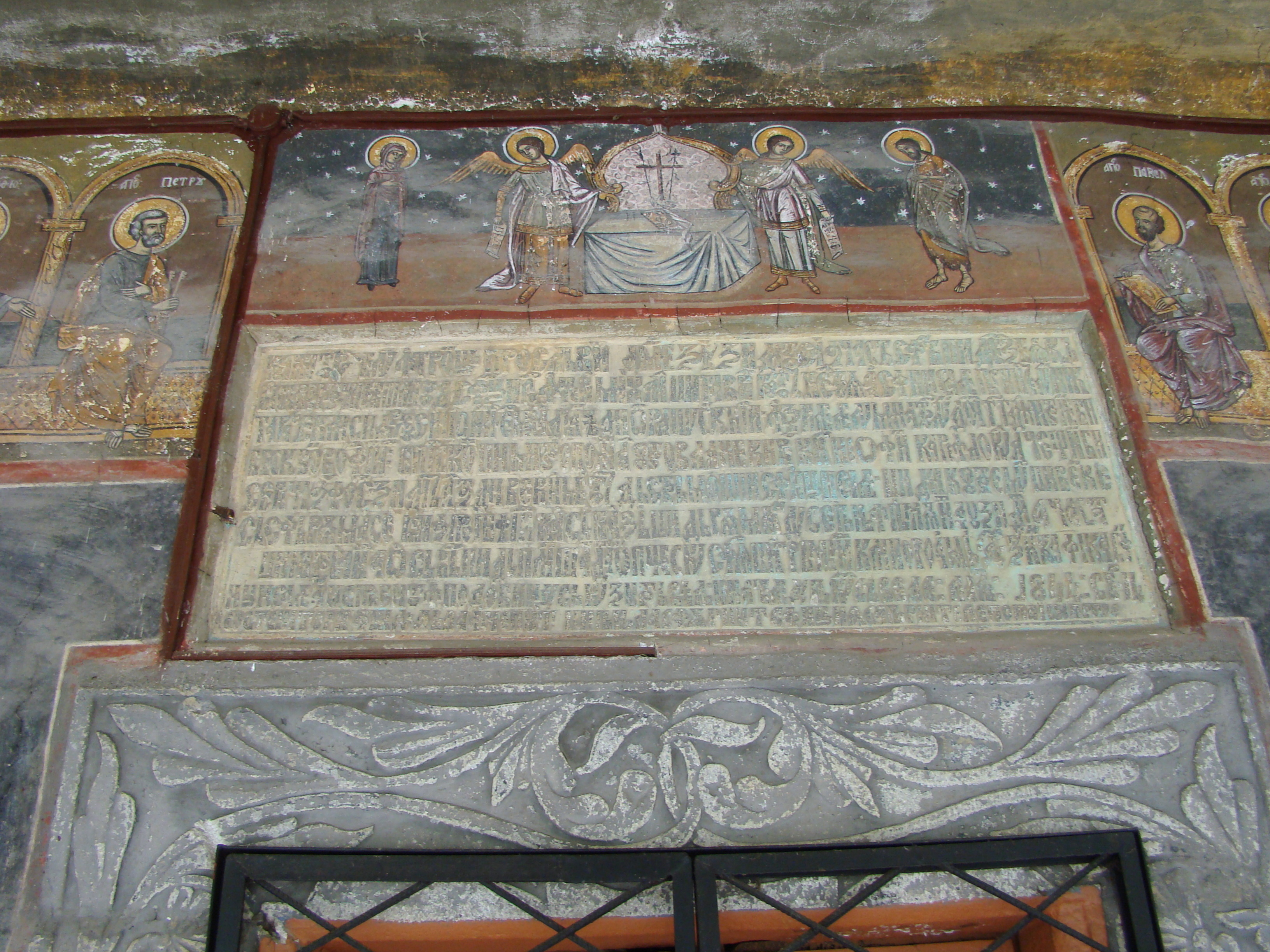
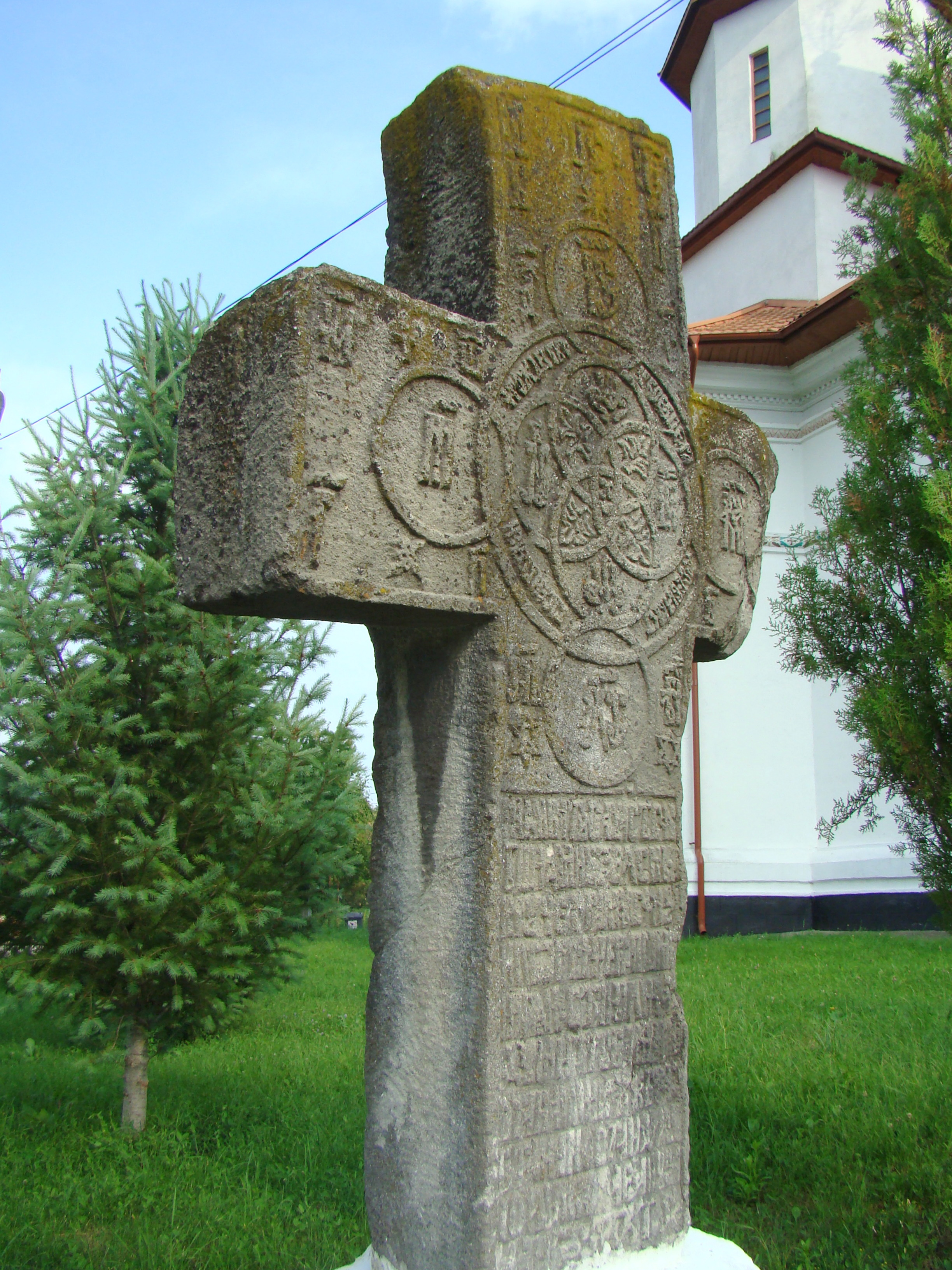
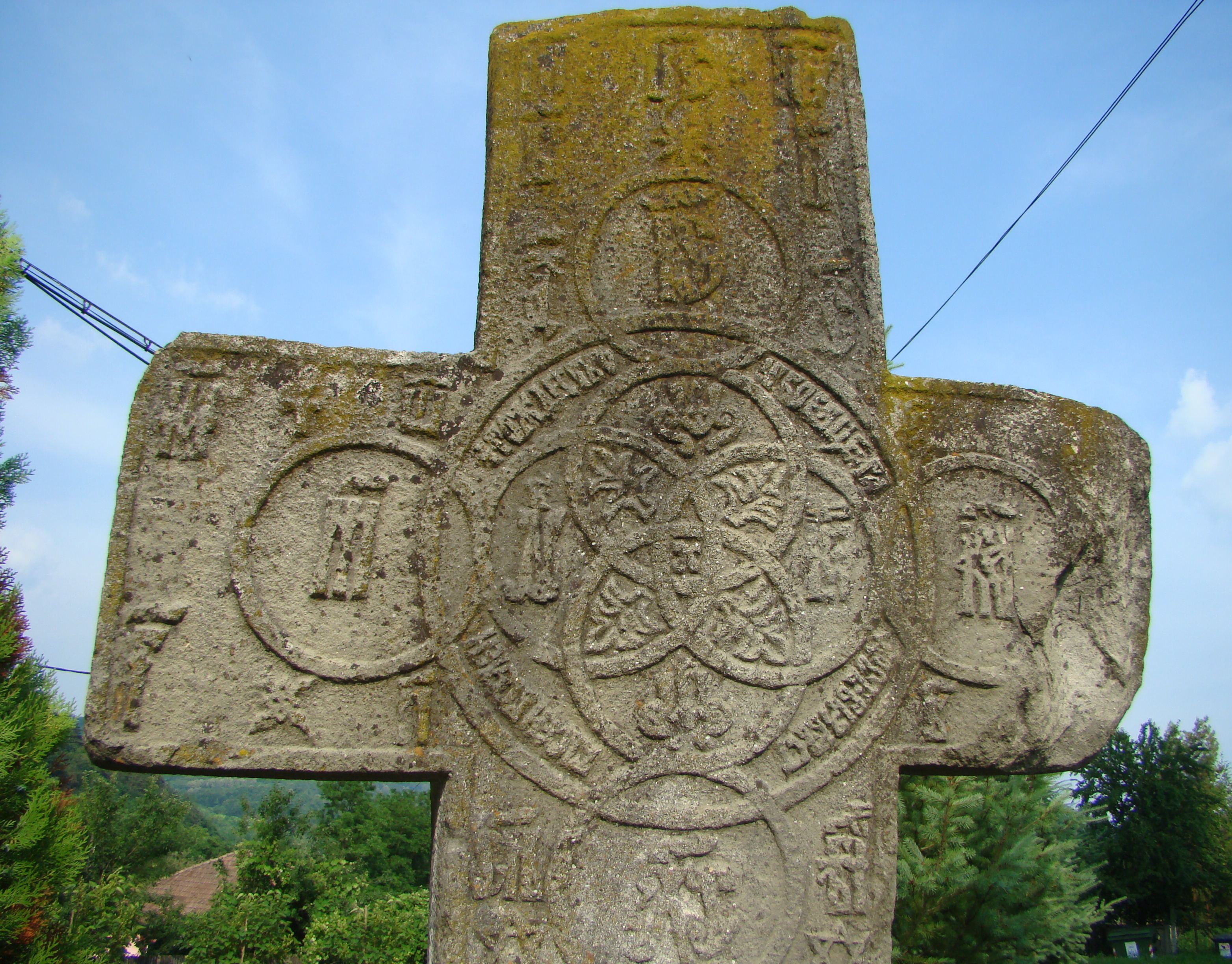
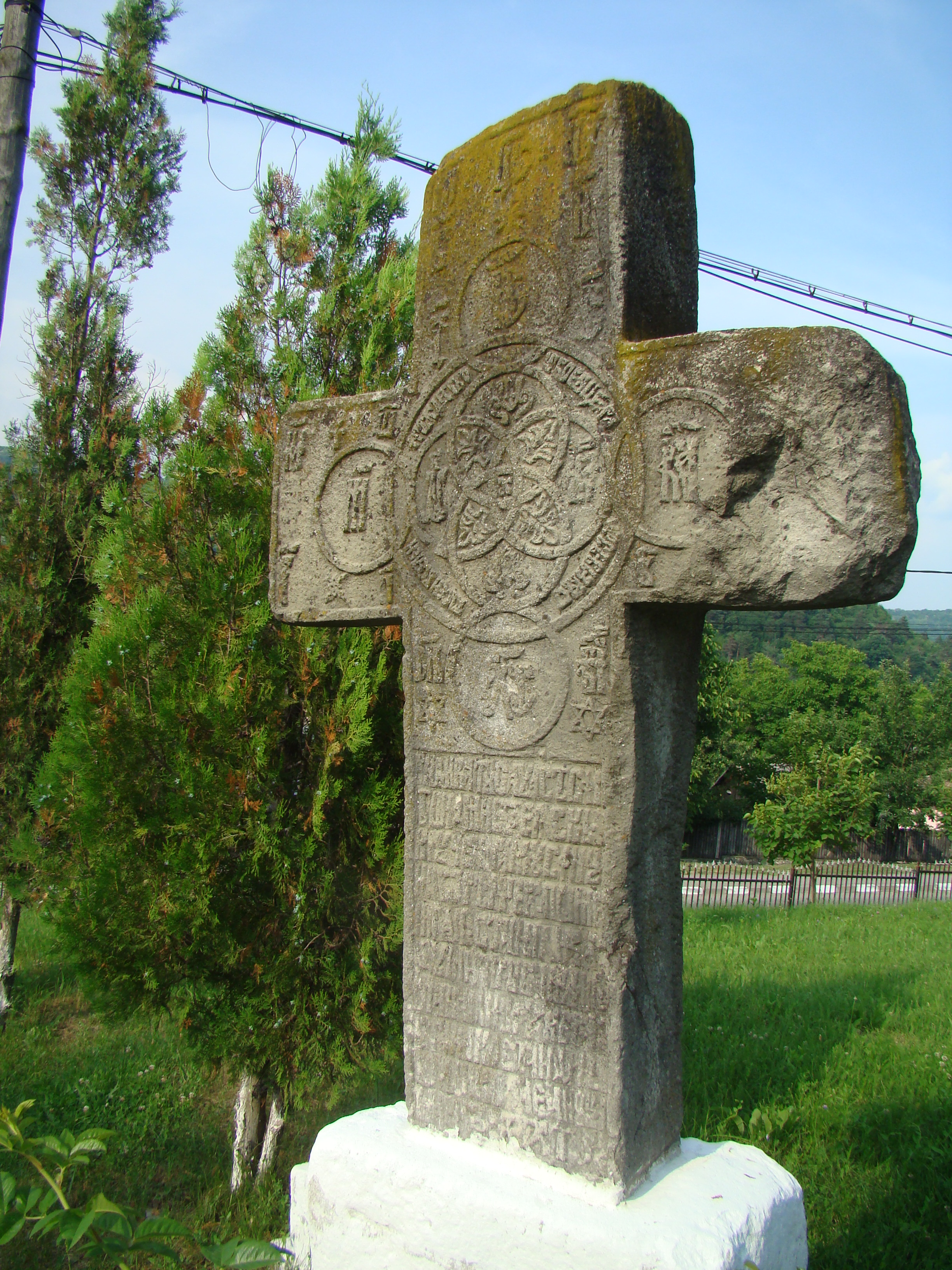